# قاعة مشاهير جمعية الممرضات الأمريكية
قاعة مشاهير جمعية الممرضات الأمريكية (بالإنجليزية: American Nurses Association Hall of Fame)‏ هي جائزة تعترف بالمساهمات التاريخية في مجال التمريض في الولايات المتحدة.